# Jaunissement mortel du palmier
Le jaunissement mortel du palmier est une maladie à phytoplasme, transmise par des insectes vecteurs de l'ordre des hémiptères, qui affecte de nombreuses espèces de palmiers, et notamment certaines espèces ayant une grande importance économique comme le cocotier et le dattier. Cette maladie est présente dans les Antilles, en Amérique du Nord et en Amérique centrale, ainsi qu'en Afrique.
Cette maladie est connue sous divers noms locaux, notamment : maladie d'Awka (Nigeria), flétrissement de Cape Saint-Paul (Ghana), maladie de Kaïncopé (Togo), maladie de Kribi (Cameroun), maladie inconnue (Jamaïque), jaunisse létale des palmiers, pourriture du bourgeon terminal (Haïti). Toutes ces formes de maladie sont désormais attribuées au phytoplasme du jaunissement mortel du palmier.

## Historique
Le jaunissement mortel du palmier a été signalé pour la première fois vers 1830 dans les îles Caïmans. Il s'est ensuite répandu dans les Antilles, en Floride et en Amérique centrale.
Au Mexique, la maladie a été diagnostiquée pour la première fois en 1982 près de Cancún dans la péninsule du Yucatán. Elle s'est diffusée ensuite dans l'État de Tabasco et au Honduras voisin.
En Afrique, la maladie est apparue pour la première fois en 1930 au Togo, où elle a été appelée « maladie de Kaïncopé ».
Dans les années 1950, on identifie à la Jamaïque les premiers cultivars de cocotier, appelés 'Malayan Dwarfs', résistants au jaunissement mortel.
En octobre 2008, pour la première fois en Océanie,des symptômes de maladie du type du jaunissement mortel ont été signalés dans des plantations de cocotiers situées dans le district de Bogia, province de Madang, en Papouasie-Nouvelle-Guinée.

## Agent pathogène
L'agent pathogène du jaunissement mortel du palmier est un phytoplasme, bactérie sans paroi cellulaire qu'il n'est pas possible de cultiver en laboratoire. Ce phytoplasme vit uniquement dans les tubes criblés du phloème des arbres infectés. Le nom provisoire proposé pour cet agent pathogène est ' Candidatus Phytoplasma palmae'.
Dans une classification basée sur les coefficients de similarité issus de l'analyse RFLP de séquences de gènes d'ARNr 16S amplifiées par PCR, ce phytoplasme est classé dans le groupe 16SrIV, sous-groupe A (16SrIV-A),.
Cinq autres phytoplasmes ont été classés dans le groupe 16SrIV, dans les  sous-groupes suivants :  16SrIV-B,  phytoplasme du jaunissement mortel du cocotier au Yucatán (LDY), 16SrIV-C, phytoplasme de la maladie mortelle du cocotier en Tanzanie (LDT), 16SrIV-D, phytoplasme du dépérissement des palmiers du genre Phoenix au Texas (TPPD), 16SrIV-E, phytoplasme du jaunissement mortel du cocotier en République dominicaine (LYDR-B5) et 16SrIV-F, phytoplasme du dépérissement du Washingtonia (FP).

### Insectes vecteurs
Ce phytoplasme, qui ne peut pas survivre en dehors d'un organisme hôte, est transmis par des insectes vecteurs de l'ordre des hémiptères, sous-ordre des Auchenorrhyncha. Dans les Antilles et aux États-Unis, où ce vecteur a été identifié, il s'agit de Haplaxius crudus (synonyme : Myndus crudus), cicadelle de la famille des Cixiidae, dont l'adulte se nourrit aux dépens des feuilles de palmiers, sans toutefois causer de graves dommages directs.
Le vecteur des formes africaines de la maladie n'a pas été identifié. Différentes espèces sont suspectées, notamment Haplaxius adiopodoumeensis (Cixiidae) et plusieurs genres de la famille des Derbidae, Diostrombus sp. Kamendala sp., Lydda sp., Phenice sp., Malenia sp. et Cedusa sp.

## Distribution
L'aire de répartition de cette maladie couvre trois zones : l'Afrique occidentale, l'Afrique orientale et le bassin des Caraïbes. En Afrique occidentale, les pays touchés sont le Bénin, le Cameroun, le Ghana, le Nigeria, le Togo. 
En Afrique orientale, où une maladie létale du cocotier décrite en 1992 en Tanzanie pourrait être due au même phytoplasme, la maladie est également présente au Mozambique et en Tanzanie. En Amérique, les pays concernés sont les États-Unis (Floride, Texas), le Mexique (Yucatán), le Belize, les Bahamas, les îles Caïmans, Cuba, Haïti, le Honduras, la Jamaïque et la République dominicaine.

## Plantes-hôtes
L'hôte principal du jaunissement mortel est le cocotier (Cocos nucifera), mais une quarantaine d'espèces de palmiers seraient sensibles à la maladie.
En Floride les espèces suivantes, qui sont toutes des espèces introduites, ont été signalées comme sensibles au jaunissement mortel, :
| Nom scientiﬁque                                                            | Nom commun                                      | Région d’origine     |
| -------------------------------------------------------------------------- | ----------------------------------------------- | -------------------- |
| Adonidia merrillii                                                         | Palmier de Noël                                 | Pacifique occidental |
| Aiphanes lindeniana                                                        |                                                 | Antilles             |
| Allagoptera arenaria                                                       |                                                 | Amérique du Sud      |
| Arenga engleri                                                             | Palmier de Formose                              | Sud-Est asiatique    |
| Borassus flabellifer                                                       | Palmier de Palmyre                              | Inde                 |
| Caryota mitis                                                              | Palmier à queue de poisson de Birmanie          | Sud-Est asiatique    |
| Caryota rumphiana                                                          | Palmier à queue de poisson géant                | Sud-Est asiatique    |
| Chelyocarpus chuco                                                         |                                                 | Amérique du Sud      |
| Cocos nucifera                                                             | Cocotier                                        | Pacifique occidental |
| Copernicia alba                                                            |                                                 | Amérique du Sud      |
| Corypha elata                                                              | Buri                                            | Inde                 |
| Crysophila warsecewiczii                                                   |                                                 | Amérique centrale    |
| Cyphophoenix nucele                                                        |                                                 | Pacifique occidental |
| Dictyosperma album                                                         | Palmiste blanc                                  | Réunion et Maurice   |
| Dypsis cabadae                                                             |                                                 | Madagascar           |
| Dypsis decaryi                                                             | Palmier triangle                                | Madagascar           |
| Gaussia attenuata                                                          | Palmier Gaussia de Porto Rico                   | Antilles             |
| Howea belmoreana                                                           | Palmier sentinelle                              | Pacifique occidental |
| Howea forsteriana                                                          | Kentia                                          | Pacifique occidental |
| Hyophorbe verschaffeltii                                                   | Palmier bouteille                               | Madagascar           |
| Latania lontaroides                                                        | Latanier rouge                                  | Madagascar           |
| Livistona chinensis                                                        | Palmier éventail de Chine                       | Chine                |
| Livistona rotundifolia                                                     |                                                 | Sud-Est asiatique    |
| Nannorrhops ritchiana                                                      | Palmier Mazari                                  | Asie mineure         |
| Phoenix canariensis                                                        | Dattier des Canaries                            | Îles Canaries        |
| Phoenix dactylifera                                                        | Dattier                                         | Afrique du Nord      |
| Phoenix reclinata                                                          | Dattier du Sénégal                              | Afrique              |
| Phoenix rupicola                                                           | Dattier des falaises                            | Inde                 |
| Phoenix sylvestris                                                         | Dattier sauvage                                 | Inde                 |
| Pritchardia maideniana Synonyme : Pritchardia affinis                      | Pritchardia de Hawaï,                           | Hawaï                |
| Pritchardia paciﬁca                                                        | Palmier éventail du Pacifique                   | Pacifique occidental |
| Pritchardia remota                                                         |                                                 | Hawaï                |
| Pritchardia thurstonii                                                     | Palmier de Thurston                             | Pacifique occidental |
| Ravenea hildebrandtii                                                      |                                                 | Comores              |
| Syagrus schizophylla                                                       | Palmier de la Reine, palmier Arikury            | Amérique du Sud      |
| Trachycarpus fortunei                                                      | Palmier de Chine                                | Chine                |
| Veitchia arecina Synonymes : Veitchia macdanielsii, Veitchia montgomeryana | Palmier royal du Pacifique, palmer de Mongomery | Pacifique occidental |

Le vacoa (Pandanus utilis, famille des Pandanaceae),  monocotylédone arborescente des régions tropicales, est également sensible au jaunissement mortel.

## Symptômes

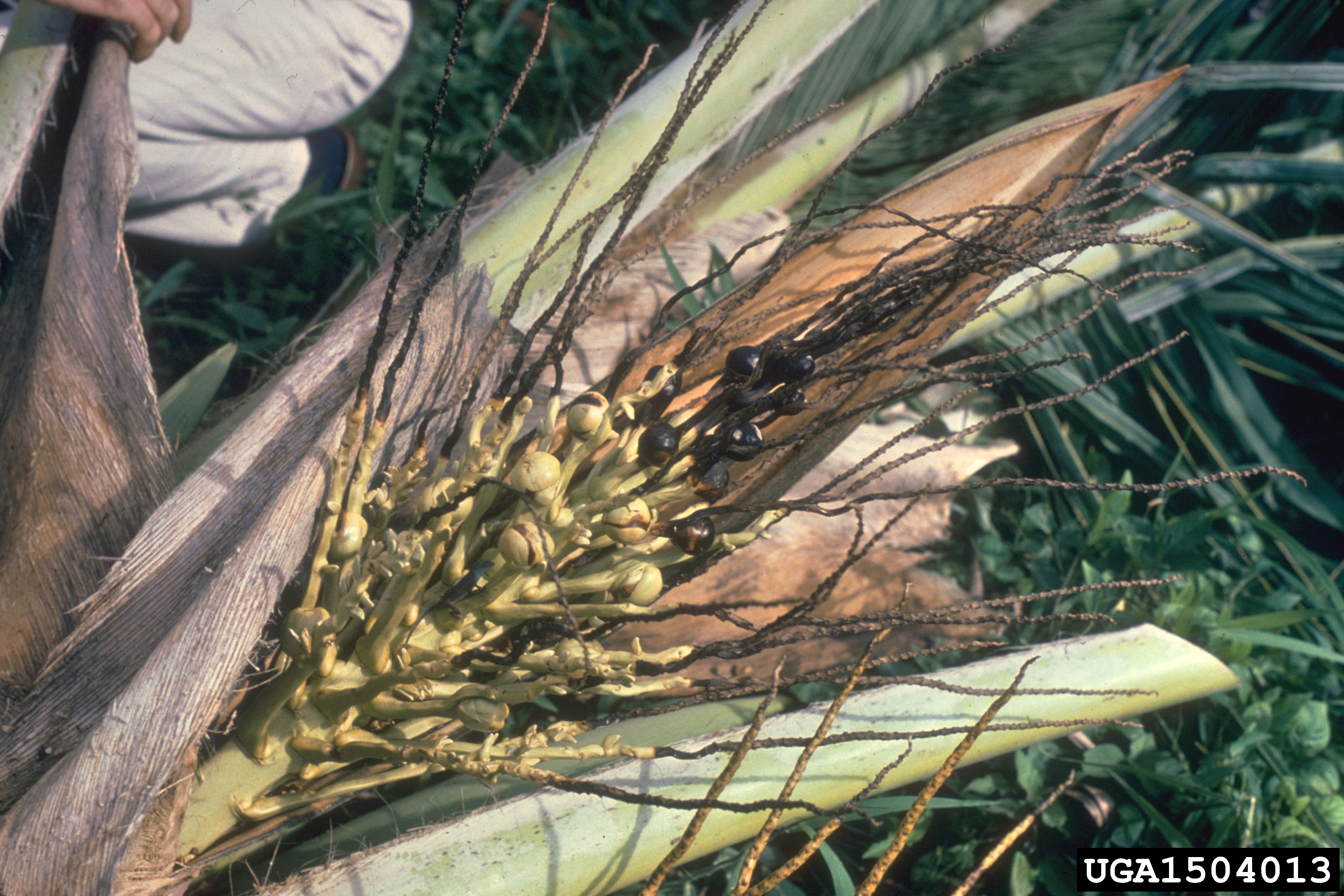
Symptômes : nécrose de l'inflorescence.

Les symptômes varient selon l'espèce et dans le cas du cocotier selon le cultivar. C'est un ensemble de symptômes (syndrome) et leur chronologie d'apparition qui permet de diagnostiquer la maladie.
On constate chez les palmiers adultes une chute prématurée des fruits et une nécrose des inflorescence qui interdit toute nouvelle mise à fruits. 
Chez le cocotier, les noix noircissent et paraissent imbibées d'eau.
On constate également chez les cultivars de type 'Grand' du cocotier un jaunissement des feuilles, qui touche d'abord celles du bas, puis progressivement remonte vers le sommet de la couronne. Ces feuilles finissent par se dessécher et pendent formant une « jupe » autour du tronc. Chez d'autres cultivars, les feuilles atteintes prennent une couleur rougeâtre ou grisâtre.
Le stade suivant est la mort du bourgeon terminal (méristème apical) qui se produit généralement quand les deux tiers des feuilles se sont desséchées.
À la fin, toute la couronne se flétrit et tombe, laissant un tronc nu dressé. La mort des palmiers infectés intervient généralement dans un délai de trois à cinq mois après l'apparition des premiers symptômes.
Les cocotiers infectés par subissent des changements biochimiques et physiologiques mesurables avant même l'apparition des premiers symptômes. 80 jours environ, la croissance des palmiers infectés est stimulée, puis vient une période de diminution progressive suivie par une inhibition complète de la croissance, un mois environ avant la fin de la phase asymptomatique. Il se produitégalement une diminution de la respiration et une augmentation des nécroses racinaires.

### Confusions possibles
Les symptômes du jaunissement mortel peuvent être confondus avec d'autres causes de maladies des palmiers dont la pourriture du bulbe basal du tronc, une carence en bore ou  une carence en potassium sur les paumes.
La pourriture du bulbe basal du tronc est une maladie fongique causée par le champignon Ganoderma zonatum. cette maladie provoque le flétrissement de la couronne de feuilles et la  mort précoce des feuilles inférieures et des jeunes feuilles lancéolées.
La carence en potassium entraîne la décoloration et la mort prématurée des feuilles les plus basses.
La carence en bore entraîne la chute prématurée des fruits chez le cocotier, mais les noix ne sont pas décolorées, et ne présentent pas d'aspect aqueux au calice.

## Méthodes de lutte
Aucune méthode de lutte économiquement rentable n'existe actuellement pour protéger les cocoteraies. 
Il est seulement possible de limiter l'extension des foyers d'infection par l'éradication par brûlis des arbres malades.
La lutte culturale contre Haplaxius crudus a fait l'objet de recherches en Floride et s'appuie sur le fait que les stades larvaires de cet insecte se développent sur des graminées herbacées au contraire des adultes qui s'alimentent sur les palmiers. Cependant, on n'a pas découvert d'espèces de graminées aptes à constituer des gazons et pelouses, notamment pour les terrains de golf, et en même temps capables de contrarier le développement des larves. Cela ne semble possible qu'avec des couverts herbeux de dicotylédones qui pourraient être semés dans les cocoteraies tropicales.
La lutte chimique contre les insectes vecteurs à l'aide d'insecticides n'est pas envisageable à grande échelle car elle serait trop coûteuse, trop risquée pour l'environnement et risquerait de sélectionner des lignées résistantes.
En Floride, la lutte chimique contre le jaunissement mortel repose sur l'utilisation d'un antibiotique, le chlorhydrate d'oxytétracycline (souvent dénommé OTC) appliqué par injection de liquide dans le tronc. En général on constate une rémission limitée dans le temps, dépendant notamment de la sévérité des symptômes et de la dose appliquée. Le traitement doit être répété tous les trois mois. En pratique l'utilisation de l'OTC se fait surtout dans des programmes prophylactiques pour protéger les palmiers sains dans des zones fortement infectées par le phytoplasme, et ne présente un intérêt économique que pour les cultures de palmiers d'ornement,.
Le choix d'espèces résistantes, et de cultivars résistants dans le cas du cocotier, est la seule méthode recommandée pour faire face à cette maladie.

## Réglementation

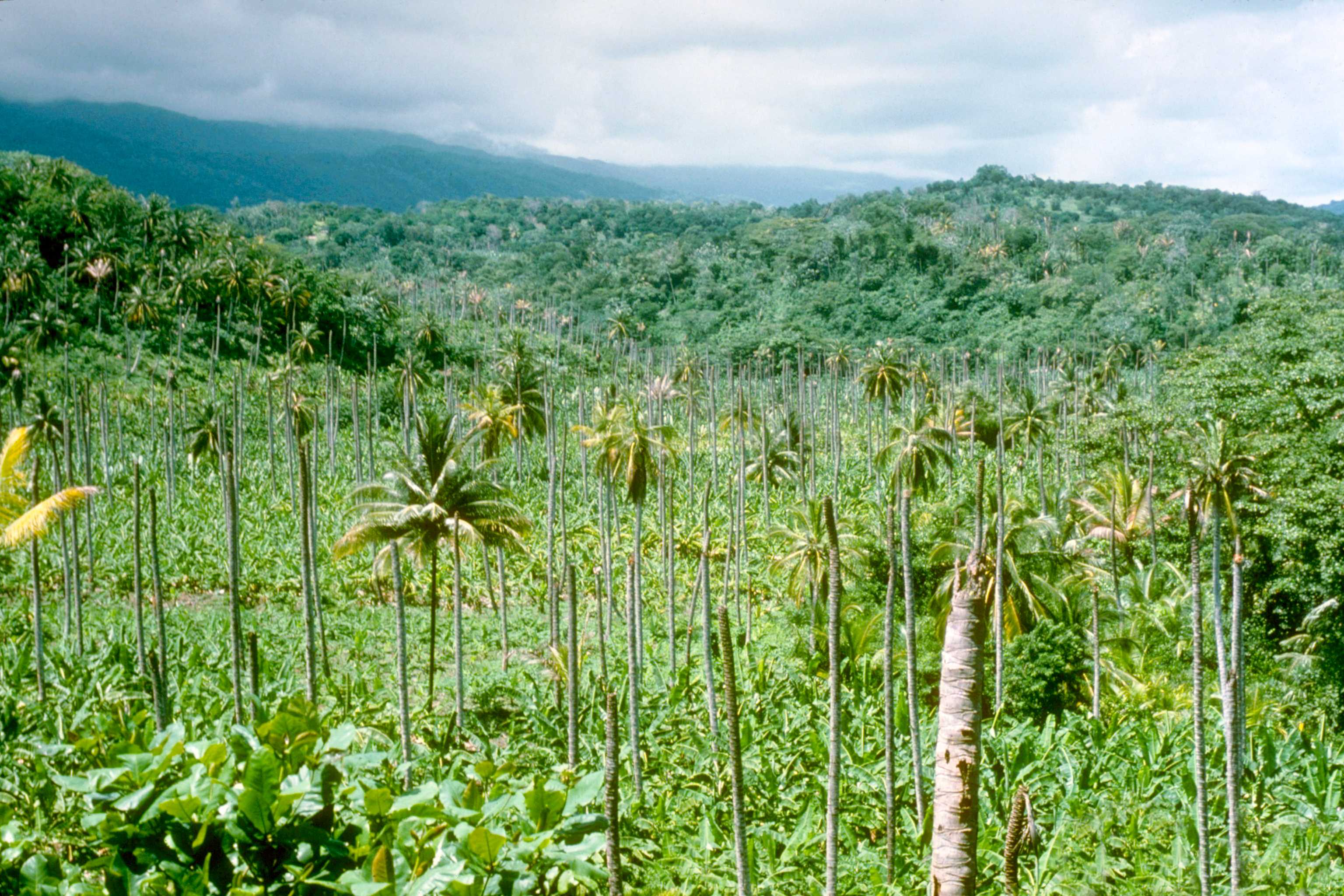
Plantation de cocotier dévastée par le jaunissement mortel.

Le mycoplasme du jaunissement mortel du palmier figure dans la liste d'organismes de quarantaine A1 de l'OEPP depuis 1986. Dans la zone OEPP, il représente en effet une menace pour les cultures de palmiers-dattiers en Afrique du Nord.
Il est également classé comme organisme de quarantaine par les organismes de protection des plantes suivants : commission phytosanitaire pour l'Asie et le Pacifique (APPPC), commission de la protection des plantes dans les Caraïbes (CPPC), conseil phytosanitaire interafricain (IAPSC) et organisation nord-américaine pour la protection des plantes (NAPPO).
Ce mycoplasme figure aussi dans la liste des organismes nuisibles dont l'introduction est interdite en Nouvelle-Calédonie, liste annexée à la délibération du Congrès relative au contrôle sanitaire des végétaux ou produits végétaux à l'importation ou l'exportation du 18 octobre 1996.

## Impact économique
Le jaunissement mortel du palmier est une menace surtout pour la production de noix de coco et de coprah ; cette maladie peut anéantir une plantation de cocotiers en un ou deux ans.
On estime qu'elle a détruit un million de cocotiers en trente ans sur la côte du Ghana, aux environs de Cape Saint-Paul.